# イスマエル・タジューリ
イスマエル・タジューリ＝シュラディ（Ismael Tajouri-Shradi、1994年3月28日 - ）は、リビアのサッカー選手。シタ・チャンピオンシップ・オモニア・ニコシア所属。元リビア代表。ポジションはFW、MF。

## クラブ歴
FKアウストリア・ウィーンで2011年にセカンドチームに昇格、2013年にトップチームに昇格した。その後SCラインドルフ・アルタッハに2年半の期限付き移籍を経て復帰するとレギュラーとして活躍した。
2018年1月12日にメジャーリーグサッカーのニューヨーク・シティFCに移籍。
2021年12月14日、2021MLSエクスパンション・ドラフトでシャーロットFCに指名されたが、直後にロサンゼルスFCに40万$の移籍金で移籍した。
2022年8月6日、移籍金40万$でニューイングランド・レボリューションに移籍した。この契約には、2024年に再契約した場合にLAFCに追加で20万$を支払う条項が盛り込まれていた。しかし、LAFC時代から抱えていた筋肉系の怪我の影響で公式戦には出場できず、再契約することなく半年で退団することになった。
2023年1月4日、シタ・チャンピオンシップのオモニア・ニコシアにフリーで移籍した。

## 代表歴
2012年夏にリビアU-20代表としてモロッコU-20代表との親善試合に出場した。

## 個人
スイスのベルンでリビア人の両親の下生まれた。9歳の時にオーストリアに移住し、2016年3月にオーストリアの国籍を取得した。